# Menadžment informacioni sistemi
Menadžment informacioni sistem (engl. Management Information System, MIS) odnosi se na obradu informacija putem kompjutera i drugih pametnih uređaja koji omogućavaju upravljanje i podršku odlukama menadžera unutar organizacije. Koncept obuhvata sisteme koji se nazivaju: sistem za obradu transakcija, sistem za podršku odlučivanju, ekspertni sistem ili izvršni informacioni sistem. Ovaj termin se često koristi na akademskim studijama koje se bave poslovanjem i povezan je sa drugim oblastima, kao što su informacioni sistemi, informacione tehnologije, informatika, elektronsko poslovanje i računarstvo; kao rezultat toga, termin se koristi kao sinonim za neke od ovih novonastalih oblasti.
Menadžment informacioni sistemi (množina) kao akademska disciplina proučava ljude, tehnologiju, organizacije, i odnose između njih. Ova definicija se odnosi na „MIS” kao kurs studija poslovnih škola. Mnoge poslovne škole (ili fakulteti poslovnih administracija na univerzitetima) imaju odeljenje MIS-a, zajedno sa odeljenjima za računovodstvo, finansije, menadžment, marketing, i na mnogima od njih može se steći diploma (na osnovnim, master, i doktorskim studijama) iz Menadžment informacionih sistema.
Ekperti za menadžment informacione sisteme pomažu organizacijama da maksimizuju korist od ulaganja u osoblje, opremu, i poslovni proces.

## Menadžment
Postoje oblasti sa različitom količinom obaveza i odgovornosti menadžera informacionih sistema, počevši od glavnog direktora za informisanje (eng. Chief Information Officer - CIO), glavni direktor za tehnologije (eng. Chief technology officer - CTO), IT direktori i menadžeri IT bezbednosti. Glavni direktori za informisanje su odgovorni za sveukupnu tehnološku strategiju svojih organizacija. U osnovi, oni su više od donosioca odluka i sprovodilaca istih kada se radi o određivanju tehnoloških ili informacionih ciljeva organizacije kako bi se obezbedilo neophodno planiranje za sprovođenje tih ciljeva.
Glavni direktori za tehnologije su odgovorni za procenu kako nova tehnologija može pomoći njihovoj organizaciji. Oni obično preporučuju tehnološka rešenja kao podršku organizacionoj politici koju je izdao CIO.
IT direktori, uključujući MIS direktore su odgovorni kako za odeljenja informacionih tehnologija svoje organizacije tako i za nadzor nad njima. Oni su takođe odgovorni za sprovođenje organizacione politike izabrane od strane drugih top menadžera (CIO, CTO). Njihova uloga je da osiguraju dostupnost podataka i mrežnih usluga koordinacijom IT aktivnosti.
Menadžeri IT bezbednosti nadgledaju mrežne i sugurnosne podatke kao što se može zaključiti iz naziva njihove pozicije. Oni razvijaju programe kako bi pružili informacije i podigli svest kod svojih zaposlenih o sigurnosnim pretnjama. Ovaj tim je veoma važan jer mora stalno da ažurira IT bezbednosne mere kako bi bili uspešni unutar svoje organizacije. Sve bezbednosne povrede moraju biti istražene i nadgledane od strane upravo ovog tima.

## Istorija
Kenneth i Aldrich Estel identifikuju šest era evolucije menadžment informacionog sistema koji odgovara pet fazama u razvoju računarske tehnologije:
1. Mejnfrejm i miniračunari
2. Personalni računari
3. Klijent-server mreže
4. Računarski sistemi unutar preduzeća
5. Računarstvo u oblaku

Prvom erom (mainframe i miniračunar) je vladao IBM i njihovi mainframe računari; ovi računari su često zauzimali cele sobe i zahtevali timove da ih vode – IBM je obezbedio hardver i softver. Kako je tehnologija napredovala, ovi računari su bili u mogućnosti da manipulišu većim kapacitetima i tako smanje svoje troškove. Manji, pristupačniji miniračunari su omogućili velikim preduzećima da upravljaju vlastitim računarskim centrima unutar firme / na terenu / u okviru svega što poseduju. 
Druga era (personalni računar) počela je 1965. godine kada su mikroprocesori počeli da se nadmeću sa mejnfrejm računarima i miniračunarima i time ubrzali proces decentralizacije računarskih sistema sa velikih centara za podatke na manje kancelarije. Kasnih 1970-ih, tehnologija miniračunara je zamenjena personalnim računarima i računari relativno niskih cena su postali roba masovnog tržišta, time omogućivši preduzećima da svojim zaposlenima obezbede pristup računarskim sistemima koji bi deset godina ranije koštali desetine hiljada dolara. Ova ekspanzija računara je stvorila tržište spremno za povezivanje mreža i popularizaciju Interneta. (Primetimo da je prvi mikroprocesor – 4 - bitni uređaj namenjen programabilnom kalkulatoru predstavljen 1971. godine, a mikroračunarski sistemi nisu bili dostupni još nekoliko narednih godina. MITS Altair 8800 je bio prvi poznatiji mikroračunarski sistem, za kojim su ubrzo usledili Apple I i Apple II. Diskutabilno je zbog čega mikroračunarski sistemi nisu napravili značajniji proboj u sferu korišćenja miniračunara do 1979. kada je VisiCalc izazvao rekordnu prodaju računara Apple II (na kome se mogao koristiti). IBM Personal Computer je predstavljen 1981. i generalno je bio pogodniji preduzećima, ali su mu njegova ograničenja smanjila sposobnost da parira miniračunarima do, otprilike, kasnih 1980-ih i ranih 1990-ih.
Sa porastom složenosti tehnologije i smanjenjem troškova, potreba za razmenom informacija u okviru preduzeća je takođe porasla i dovela do pojave treće ere (klijent/server), u kojoj računari u zajedničkoj mreži pristupaju deljenim informacijama na serveru. Ovo omogućava hiljadama, čak milionima ljudi istovremeni pristup podacima. Mreže velikih brzina dovele su do pojave četvrte ere (preduzeće) koja je povezala sve aspekte poslovnog preduzeća, ponudivši pristup raznovrsnim informacijama obuhvativši čitavu strukturu menadžmenta. Svaki računar je upotrebljen na najbolji način.
Peta era (cloud računarstvo) je poslednja i koristi tehnologiju mreža kako bi omogućila korišćenje aplikacija kao i skladištenje podataka, nezavisno od konfiguracije, lokacije ili prirode hardvera. Ovo je, zajedno sa brzim mobilnim telefonima i Wi-Fi mrežama, dovelo do novih nivoa mobilnosti u kojima menadžeri mogu pristupati MIS-u sa daljine pomoću laptopova, tablet računara i pametnih telefona.

## Tipovi i terminologija
Termini menadžment informacioni sistem (MIS), informacioni sistem, integrisana softverska rešenja (eng. Enterprise resource planning - ERP) i menadžment informacionih tehnologija (IT) se obično ne razlikuju. Informacioni sistemi i MIS su širi pojmovi koji obuhvataju ERP. Menadžment informacionih tehnologija se bavi upravljanjem informacionih tehnologija koje predstavljaju resurse preduzeća, nezavisno od njihove namene.
- Menadžment informacioni sistemi kreiraju standardne, redovne izveštaje zasnovane na podacima dobijenim i sumiranim iz transakcionih informacionih sistema [4] u osnovi preduzeća, namenjene menadžerima srednjeg nivoa i menadžerima prve linije kako bi mogli da identifikuju i informišu se o polu-struktuiranim problemima u vezi sa odlučivanjem.
- Sistemi za podršku odlučivanju (eng. Decision support systems - DSS) su računarske aplikacije koje koriste menadžeri srednjeg nivoa i top menadžeri za prikupljanje podataka iz širokog spektra izvora kako bi potpomogli rešavanje problema i donošenje odluka. DSS se koristi uglavnom za polu-struktuirane i nestruktuirane probleme u vezi sa odlučivanjem.
- Izvršni informacioni sistemi (eng. Executive information systems - EIS) su alati za izveštaje koji pružaju brzi pristup izvodima izveštaja koji dolaze sa svih nivoa preduzeća i iz svih odeljenja kao što su računovodstvo, ljudski resursi, izvršni poslovi.
- Marketing informacioni sistemi su menadžment informacioni sistemi (MIS) specijalno dizajnirani za upravljanje marketinškim aspektima poslovanja.
- Računovodstveni informacioni sistemi su fokusirani na računovodstvene poslove.
- Menadžment informacioni sistemi za ljudske resurse se koriste za sve aspekte koji se tiču osoblja.
- Sistemi za automatizaciju kancelarijskog poslovanja (eng. Office automation systems - OAS) pospešuju komunikaciju i produktivnost u preduzeću automatizacijom procesa rada i eliminacijom uskih grla. OAS se može primeniti na svim nivoima menadžmenta.
- Sistemi za upravljanje informacijama u obrazovnim ustanovama (eng. School information management systems - SIMS) obuhvataju školsku administraciju, a često uključuju i materijale za nastavu i učenje.
- Integrisana softverska rešenja olakšavaju protok informacija između svih poslovnih funkcija unutar organizacije i upravljanje vezama sa svim interesnim stranama.[5]

## Prednosti
Neke od prednosti koje se mogu postići korišćenjem:
- Preduzeća su u mogućnosti da identifikuju svoje snage i slabosti na osnovu izveštaja o prihodima, evidencije performansi zaposlenih itd. Prepoznavanje ovih aspekata može pomoći preduzeću da unapredi svoje poslovne procese i izvršne poslove.
- Pruža celokupnu sliku preduzeća.
- Koristi se kao alat za komunikaciju i planiranje.
- Dostupnost podataka o korisnicima i povratnih informacija može pomoći preduzeću da uskladi svoje poslovne procese sa potrebama svojih kupaca. Efektivno upravljanje korisničkim podacima može pomoći preduzeću da vrši aktivnosti promocije i direktnog marketinga.
- MIS može pomoći preduzeću da stekne konkurentsku prednost. Konkurentska prednost je sposobnost preduzeća da uradi nešto bolje, brže, jeftinije ili jedinstveno, u odnosu na konkurente na tržištu.
- MIS izveštaj pomaže pri donošenju odluka i delovanju u skladu sa određenim ciljem u kratkom vremenskom roku.

## Poslovne aplikacije
- Poslovni sistemi - takođe poznati kao integrisana softverska rešenja (ERP) - pružaju integrisane softverske module i jedinstvenu bazu podataka koju zaposleni koriste za planiranje, upravljanje i kontrolu osnovnih poslovnih procesa na različitim lokacijama. Moduli ERP sistema mogu obuhvatati finansije, računovodstvo, marketing, ljudske resurse, proizvodnju, upravljanje zalihama i distribuciju.[7]
- Sistemi za upravljanje lancima snabdevanja (eng. Supply chain management system - SCM) omogućavaju efikasnije upravljanje lancem snabdevanja povezujući sve karike u lancu snabdevanja. Ovo podrazumeva: dobavljače, proizvođače, trgovce na veliko, trgovce na malo i krajnje kupce.[8]

- Sistemi za upravljanje odnosima sa klijentima (eng. Customer Relationship management - CRM) pomažu preduzećima da upravljaju odnosima sa potencijalnim i sadašnjim klijentima i poslovnim partnerima u marketingu, prodaji i pružanju usluga. [9]

- Sistem za upravljanje znanjem (eng. Knowledge Management Systems - KMS) pomaže organizacijama da olakšaju prikupljanje, snimanje, sistematizaciju, pronalaženje i širenje znanja. Ovo podrazumeva: dokumente, računovodstvene zapise, neformalne procedure, prakse i veštine. Upravljanje znanjem (eng. Knowledge Management - KM) kao sistem obuhvata proces stvaranja i sticanja znanja kako iz internih procesa tako i okruženja. Prikupljena znanja se ugrađuju u organizacione politike i procedure, a zatim se dele sa interesnim stranama.[10]

## Razvoj
"Koraci koji se preduzimaju pri projektovanju informacionog sistema koji rešava neki organizacioni problem nazivaju se razvoj sistema". To uključuje analizu sistema, dizajn sistema, programiranje/implementaciju, testiranje, konverziju, izradu i na kraju, održavanje.
Konverzija je proces promene ili pretvaranja starog sistema u novi. Ovo se može postići na tri osnovna načina:
- Direktno uvođenje - Novi sistem zamenjuje stari u određeno vreme.
- Paralelna implementacija - i stari i novi sistem se koriste istovremeno sve dok programeri ne budu sigurni da novi sistem funkcioniše ispravno.
- Pilot projekat – Uvođenje novog sistema na neki deo poslovnih aktivnosti, kako bi se videlo kako će se isti pokazati. Ako su rezultati dobri onda se novi sistem širi na ostatak preduzeća.

## Literatura
- Joshi, Girdhar (2013). Management Information Systems. New Delhi: Oxford University Press. стр. 328. ISBN 9780198080992.
- Laudon, Kenneth C.; Laudon, Jane P. (2009). Management Information Systems: Managing the Digital Firm (11 изд.). Prentice Hall/CourseSmart. стр. 164.

## Spoljašnje veze
- Index of Information Systems Journals Архивирано на веб-сајту  (15. март 2010)
- MIS Links (University of York)
- Executive Information Systems: Minimising the risk of development
- Central Michigan University - MSIS
- University of Alabama Birmingham - MSIS
- Northwestern University - MSIS